# Honolulu
Honolulu (Honoloeloe) is de hoofdstad van de Amerikaanse staat Hawaï en ligt aan de zuidoostelijke kust van het eiland Oahu.
Honolulu is een belangrijk knooppunt voor de lucht- en scheepvaart, en is ook voor toerisme van belang. In de nabijheid liggen het beroemde strand van Waikiki en de Amerikaanse marinebasis Pearl Harbor die op 7 december 1941 het doelwit was van de Japanse verrassingsaanval waardoor de Verenigde Staten bij de Tweede Wereldoorlog betrokken raakte.

## Geschiedenis

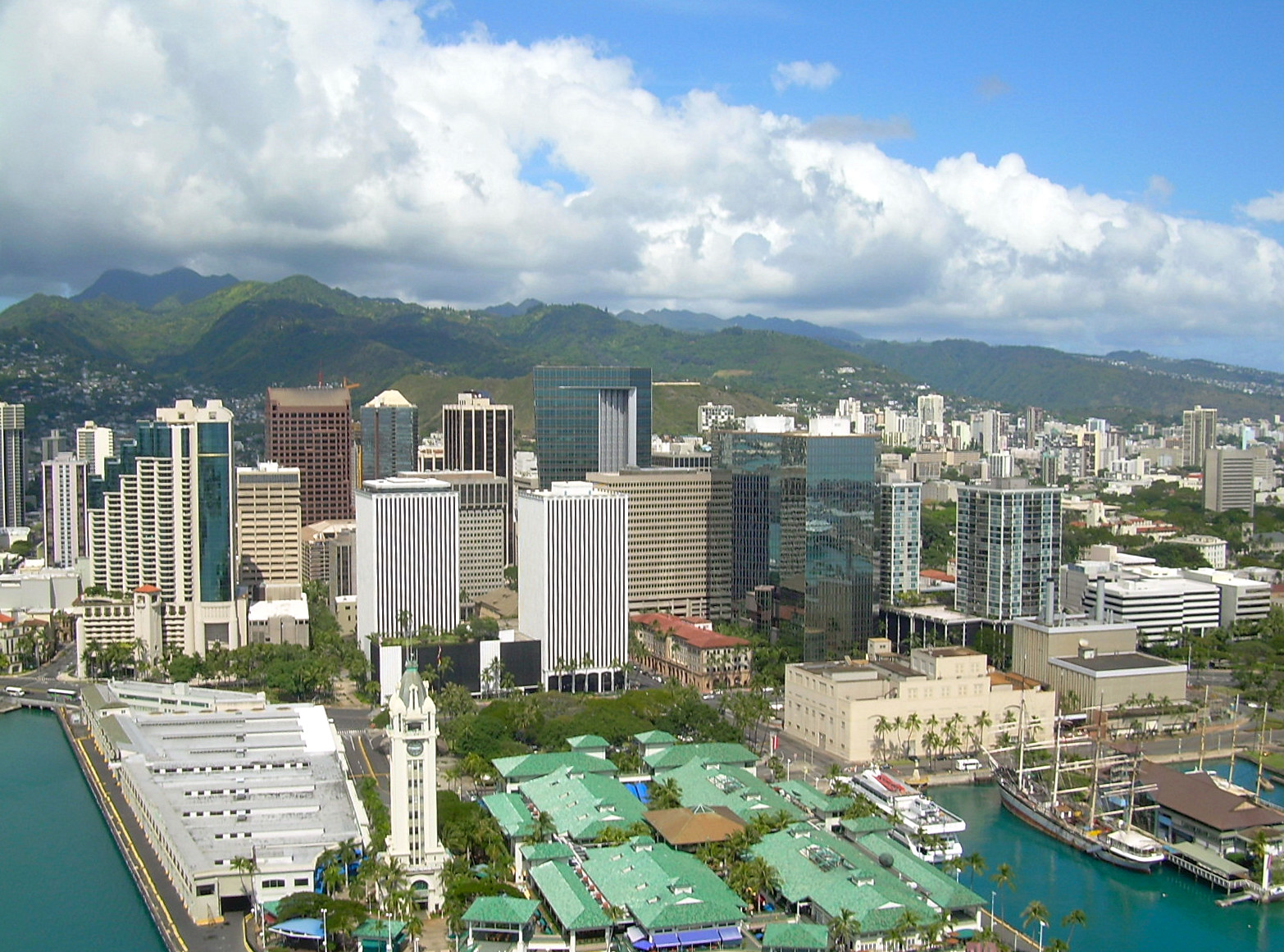
In het Hawaïaans betekent Honolulu "beschutte haven". Hier een afbeelding van die "beschutte haven".

In het Hawaïaans betekent de naam "beschutte haven". Wanneer de naam voor het eerst werd gebruikt, is niet precies bekend. De haven van Honolulu werd door de plaatselijke bevolking "Kulolia" genoemd. Toen het Britse schip Butterworth in 1794 de haven binnenvoer, noemde kapitein William Brown de haven "Fair Haven". Anderen spraken van "Brown's Harbor". De naam "Honolulu" kwam enige tijd daarna in gebruik.
Honolulu werd al snel de grootste haven van Hawaï. Destijds was de handel in sandelhout aanzienlijk. Verder was Honolulu een belangrijk steunpunt voor walvisvaarders.
In 1828 werd begonnen met de bouw van de katholieke kathedraal Our Lady of Peace. Dit was de zetel van de apostolische prefectuur van de Sandwicheilanden. In 1831 werden de katholieke missionarissen van de Congregatie van de Heilige Harten van Jezus en Maria uitgewezen door koning Kamehameha III op advies van zijn protestantse raadslieden. Ze konden pas na 1839 terugkeren toen het Franse fregat Artémise de haven van Honolulu binnenvoer en de vrijheid van godsdienst afdwong. Hierdoor kon de kathedraal pas in 1843 worden ingewijd.
In 1850 werd Honolulu door koning Kamehameha III tot hoofdstad van het koninkrijk Hawaï uitgeroepen. Toen Hawaï in 1898 door de Verenigde Staten werd ingelijfd als Amerikaans Territorium bleef Honolulu de hoofdstad, en hetzelfde was het geval toen Hawaï in 1959 een Amerikaanse staat werd.
In 1941 werd Honolulu de zetel van een rooms-katholiek bisdom.

## Demografie
Bij de volkstelling in 2010 werd het aantal inwoners vastgesteld op 337.256.
In juli 2011 is het aantal inwoners door het United States Census Bureau geschat op 340.936.

## Geografie
Volgens het United States Census Bureau beslaat de plaats een oppervlakte van
272,1 km², waarvan 222,0 km² land en 50,1 km² water. Honolulu ligt op ongeveer 45 m boven zeeniveau.

## Vervoer
Honolulu beschikt over een internationale luchthaven met lijnvluchten naar verschillende steden in Noord-Amerika, Azië en Oceanië. Het vliegveld ligt ten westen van het stadscentrum en is de belangrijkste luchthaven van de staat Hawaï.
De snelwegen die Honolulu bedienen zijn de Interstate H-1, de Interstate H-201 (Moanalua Freeway), de Interstate H-2 en de Interstate H-3.
Honolulu's TheBus-systeem werd in 1994-95 opgestart en biedt een netwerk van 107 routes naar Honolulu en de meeste grote steden en dorpen op Oʻahu dat met 531 bussen wordt bediend.
De Honolulu Authority for Rapid Transportation (HART) startte in november 2010 een project voor de aanleg van een lichte metro. De Skyline wordt een 32 km lange spoorlijn die Honolulu verbindt met steden en voorstedelijke gebieden in de buurt van Pearl Harbor en in de regio's Leeward en West Oahu. Het eerste segment van de lijn verbindt East Kapolei en Aloha Stadium en werd op 30 juni 2023 in dienst genomen.

## Onderwijs
In Honolulu is de Universiteit van Hawaï in Manoa gevestigd.

## Bezienswaardigheden
- Bekende botanische tuinen zijn het Lyon Arboretum, de Foster Botanical Garden en de Liliuokalani Botanical Garden. De laatste twee tuinen maken deel uit van de vijf botanische tuinen die samen de Honolulu Botanical Gardens vormen.
- Ala Moana Center
- Aloha Tower
- Bishop Museum
- Kathedrale basiliek Our Lady of Peace. In de katholieke kathedraal zijn relieken van de heiligen Marianne Cope en pater Damiaan.
- Diamond Head
- Honolulu Museum of Art
- Iolanipaleis
- USS Arizona Memorial
- Waikiki
- Waikiki Aquarium
- Honolulu Zoo

## Plaatsen in de nabije omgeving
De onderstaande figuur toont nabijgelegen plaatsen in een straal van 16 km rond Honolulu.

## Stedenbanden
- Baguio (Filipijnen)
- Bakoe (Azerbeidzjan)
- Bruyères (Frankrijk)
- Caracas (Venezuela)
- Tremelo (België)
- Cebu City (Filipijnen)
- Funchal (Portugal)
- Hainan (China)
- Hiroshima (Japan)
- Huế (Vietnam)
- Incheon (Zuid-Korea)
- Kaohsiung (Taiwan)
- Laoag (Filipijnen)
- Manilla (Filipijnen)
- Mombassa (Kenia)
- Montréal (Canada)
- Mumbai (India)
- Naha (Japan)
- Rabat (Marokko), sinds 2006
- San Juan City (Filipijnen)
- San Juan (Puerto Rico)
- Santiago (Filipijnen)
- Seoel (Zuid-Korea), sinds 1973
- Sintra (Portugal)
- Tokio (Japan)
- Uwajima (Japan)
- Vigan City (Filipijnen)
- Zhongshan (China)

## Bekende inwoners van Honolulu

### Geboren

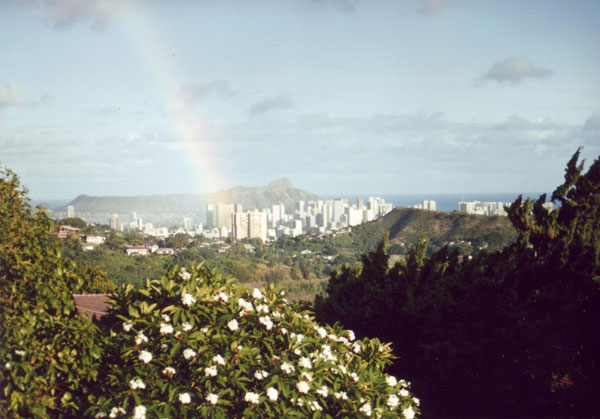
Regenboog bij heldere hemel in Honolulu.

- Kamehameha IV van Hawaï (1834–1863), vierde koning van Hawaï
- Kalakaua (1836–1891), laatste koning en op een na laatste monarch van het koninkrijk Hawaï
- Liliuokalani (1838–1917), koningin en de laatste monarch van het koninkrijk Hawaï
- Sanford Dole (1844-1926), president van de republiek Hawaii
- Hiram Bingham (1875–1956), ontdekkingsreiziger, gouverneur en senator
- Victoria Ka‘iulani (1875–1899), laatste kroonpretendent van het Koninkrijk Hawaï
- Duke Paoa Kahanamoku (1890-1968), olympisch zwemkampioen
- Bill Tapia (1908-2011), ukelelespeler
- Maiola Kalili (1909–1972), zwemmer
- Manuella Kalili (1912–1969), zwemmer
- Morrnah Simeona (1913–1992), kahuna lapaʻau (genezeres)
- Daniel Akaka (1924-2018), politicus
- Daniel K. Inouye (1924-2012), politicus
- William Smith (1924-2013), zwemmer
- James Shigeta (1933-2014), acteur en zanger
- Harry Fujiwara (1934–2016), worstelaar
- Ronald Moon (1940-2022), jurist; opperrechter van het gerechtshof van Hawaï
- Cathy Cade (1942-2024), kunstenares, fotografe
- Bette Midler (1945), actrice, zanger
- Clyde Kusatsu (1948), acteur
- Erin Gray (1950), actrice
- Yvonne Elliman (1951), zangeres
- Guy Kawasaki (1954), durfkapitalist (Apple Macintosh)
- Steve Case (1958), oprichter America Online
- Denise Dowse (1958-2022), actrice
- Barack Obama (1961), 44e president van de Verenigde Staten van Amerika (2009-2017) en Nobelprijswinnaar (2009)
- Greg Beeman (1962), regisseur en producent
- Kelly Preston (1962-2020), actrice
- Tracie Ruiz (1963), synchroonzwemster
- Mark Dacascos (1964), filmacteur en karatekampioen
- Julie McCullough (1965), actrice, model en stand-upkomediante
- Maile Flanagan (1965), actrice, stemactrice, filmproducente en scenarioschrijfster
- Heidi Swedberg (1966), actrice
- Tia Carrere (1967), actrice, model, zangeres
- Lauren Graham (1967), actrice, comédienne
- Nicole Kidman (1967), Australisch actrice
- Kelly Hu (1968), actrice en model
- Timothy Olyphant (1968), acteur
- Anthony Ruivivar (1970), acteur
- Megan McArthur (1971), astronaute
- Austin Peck (1971), acteur
- Stein Metzger (1972), beachvolleyballer
- Kevin Wong (1972), beachvolleyballer
- Keiko Agena (1973), actrice
- Stacy Kamano (1974), actrice
- Jake Shimabukuro (1976), ukelele-speler
- Daniel Bess (1977), acteur
- Nicole Scherzinger (1978), voormalig leadzangeres van Pussycat Dolls
- Angelique Cabral (1979), actrice
- Jason Momoa (1979), acteur
- Maggie Q (1979), actrice en voormalig model
- Shannyn Sossamon (1979), actrice
- Mageina Tovah (1979), actrice
- melody (1982), Japans-Amerikaans popzangeres en tv-presentatrice
- Darin Brooks (1984), acteur
- Bruno Mars (1985), singer-songwriter, muziekproducent
- Andrew Dykstra (1986), voetballer
- Tahj Mowry (1986), acteur en zanger
- Janel Parrish (1988), actrice en singer-songwriter
- Michelle Wie (1989), golfprofessional
- Carissa Moore (1992), surfster
- Bobby Wood (1992), voetballer
- Marcus Mariota (1993), Americanfootballspeler
- Jacob Batalon (1996), acteur

### Korte of langere tijd verblijvend
- Sun Yat-sen, die in 1912 korte tijd president van China zou worden, verbleef bij zijn oudere broer te Honolulu van 1879 tot 1883, en keerde aan het eind van de negentiende eeuw naar Honolulu terug waar hij de Xingzhong Hui (Genootschap voor de Opleving van China) stichtte, nadat hij in 1894 zijn artsenpraktijk in Hongkong had opgegeven.
- Amelia Earhart begon op 1 januari 1935 vanaf Honolulu aan een solovlucht naar Oakland (Californië). Ze was de eerste persoon die solo de Stille Oceaan overvloog.
- Mark David Chapman woonde in Honolulu toen hij in de Honolulu Star Bulletin las dat John Lennon na vijf jaar een nieuw album had opgenomen. Hij kocht een wapen, reisde naar New York, en schoot Lennon dood.
- Joseph Campbell, specialist in mythologie, overleed hier op 30 oktober 1987.
- Zhang Xueliang, een Chinees staatsman met de bijnaam de Jonge Maarschalk werd in de jaren negentig vrijgelaten na tientallen jaren gevangenschap op Taiwan. Hij emigreerde naar Honolulu, waar hij op 15 oktober 2001 overleed.
- Otto Degener, botanicus die was gespecialiseerd in de Hawaïaanse flora
- Wilhelm Hillebrand, arts en botanicus die was gespecialiseerd in de Hawaïaanse flora
- Joseph Rock, botanicus die was gespecialiseerd in de Hawaïaanse flora
- George Campbell Munro, botanicus en ornitholoog die was gespecialiseerd in de Hawaïaanse flora en avifauna
- Jack Lord, Amerikaans acteur. Woonde aanvankelijk in Los Angeles, maar verhuisde in 1968 naar Hawaï voor het opnemen van zijn televisieserie Hawaii Five-O. Aanvankelijk was het bedoeld als tijdelijk verblijf, maar tot zijn dood in 1998 bleven Lord en zijn vrouw in Honolulu wonen.
- Reyer Herman van Zwaluwenburg, entomoloog werkte en woonde in Honolulu van 1924 tot aan zijn dood in 1970
- Georg von Békésy (1899-1972), biofysicus